# Tetsuji Hashiratani

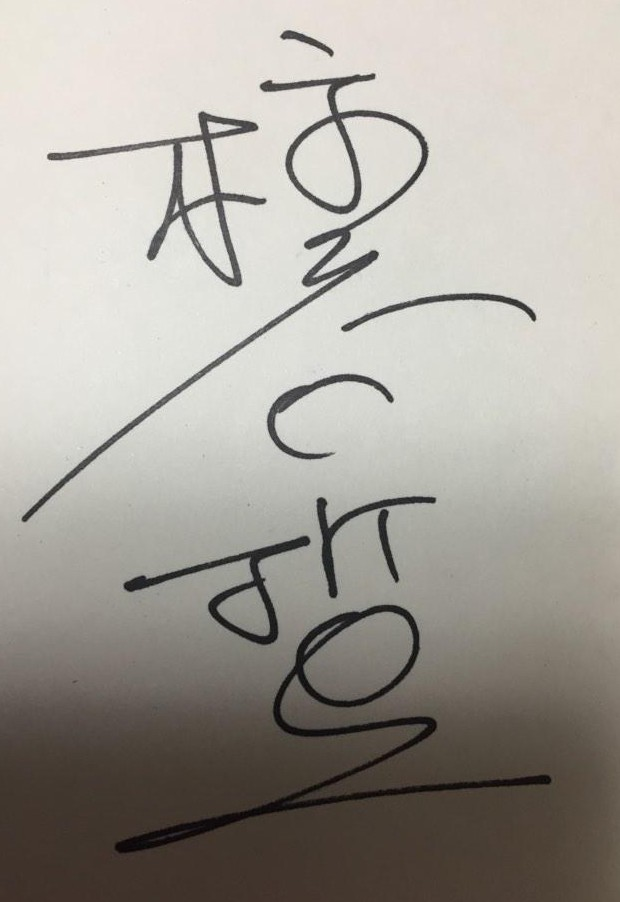

 (juin 2025).
Si vous disposez d'ouvrages ou d'articles de référence ou si vous connaissez des sites web de qualité traitant du thème abordé ici, merci de compléter l'article en donnant les références utiles à sa vérifiabilité et en les liant à la section « Notes et références ».
Tetsuji Hashiratani (柱谷 哲二, Hashiratani Tetsuji), né le 15 juillet 1964 à Kyoto, est un footballeur et entraîneur japonais.

## Biographie
Pouvant évoluer comme défenseur ou comme milieu de terrain, Tetsuji Hashiratani joua en équipe nationale à 71 reprises (1988-1995) pour 6 buts inscrits. Il participa à la Coupe d'Asie des nations de football 1992, où il fit tous les matchs. Il remporta ce tournoi. Il participa aussi à la Coupe des confédérations 1995, où il fit les deux matchs du Japon. Le Japon fut éliminé au premier tour.
De 1987 à 1998, il joua dans deux clubs : Nissan Motors et Verdy Kawasaki. Il remporta quatre fois la J. League, quatre coupes du Japon, trois coupes de la Ligue, deux supercoupes du Japon. Il fit partie de la J. League Best Eleven en 1993, en 1994 et en 1995.
Il fut entraîneur de deux clubs nationaux : Consadole Sapporo et Tokyo Verdy. Il ne remporta rien avec ses clubs.

## Palmarès
- Championnat du Japon de football
  - Champion en 1989, en 1990, en 1993 et en 1994
  - Vice-champion en 1991 et en 1995
- J. League Best Eleven
  - Récompensé en 1993, en 1994 et en 1995
- Coupe du Japon de football
  - Vainqueur en 1988, en 1989, en 1991 et en 1996
  - Finaliste en 1990 en 1992
- Coupe de la Ligue japonaise de football
  - Vainqueur en 1992, en 1993 et en 1994
  - Finaliste en 1996
- Supercoupe du Japon
  - Vainqueur en 1994 et en 1995
  - Finaliste en 1997
- Coupe d'Asie des nations de football
  - Vainqueur en 1992